# Alexej Okuněv
Alexej Okuněv (10. října 1947 Praha - 4. února 2008 Praha) byl český herec.

## Biografie
Matka Alexeje Okuněva byla sochařkou a Alexej Okuněv se měl stát fasádnickým učněm. Zajímal se však o divadlo a chtěl začít jako osvětlovač. Začínal v Černém divadle Jiřího Srnce v Praze a poté prošel několika pražskými divadly. Později také účinkoval v Západočeském divadle v Chebu, ve Východočeském divadle v Pardubicích, kam nastoupil v roce 1974, v Činoherním studiu v Ústí nad Labem, v Divadle za branou II. Otomara Krejči, v Divadle Minor a do konce svého života účinkoval v Divadle na Jezerce. Hostoval v Divadle na Fidlovačce a v Národním divadle v Praze. Jako student účinkoval rovněž v Divadle DISK.
Ve filmu účinkoval hlavně v pohádkách a dramatech. Do povědomí diváku se zapsal hlavně jako Měsíčník v pohádce Princ a Večernice nebo jako král Ledového moře v pohádce Malá mořská víla z roku 1976. Jeho jedinou hlavní rolí byla role Jirky ve filmu Antonína Kachlíka Jezdec formule risk. Dále pak hrál ve filmu Kdo hledá zlaté dno, Rodeo, Ze života pubescentky nebo ve snímku Ro(c)k podvraťáků. Později dostával Alexej Okuněv spíše menší role. Naposledy se objevil ve třech epizodách seriálu Nemocnice na kraji města - nové osudy. Spolupracoval s rozhlasem a dabingem.
Alexej Okuněv zemřel dne 4. února 2008 na dlouhou a těžkou nemoc.

## Filmografie
- 1972 - Rodeo - Richard
- 1973 - Jezdec formule risk - Jirka
- 1974 - Kdo hledá zlaté dno - zelinář Ivan
- 1976 - Malá mořská víla - král Ledového moře
- 1978 - Princ a Večernice - Měsíčník
- 2006 - Ro(c)k podvraťáků - mafián Párátko

## Divadelní role
- Čekání na Godota
- Zojčin byt
- Šibalství Scapinova
- Anatol
- Médea